# Philipp Dann
Philipp Dann (* 1972 in Köln) ist ein deutscher Rechtswissenschaftler und Hochschullehrer an der Humboldt-Universität zu Berlin.

## Werdegang
Dann studierte Rechtswissenschaft von 1992 bis 1997 an den Universitäten Mainz, Jena und Berlin und schloss das Studium mit dem Ersten Juristischen Staatsexamen ab.  Anschließend war er von 1997 bis 2000 Wissenschaftlicher Mitarbeiter bei Armin von Bogdandy an der Goethe-Universität in Frankfurt am Main. In den Jahren 2000 bis 2001 absolvierte Dann ein LL.M.-Studium an der Harvard Law School und war danach von 2001 bis 2002 Emile Noël Fellow an der New York University bei Joseph H. H. Weiler. Ebenfalls im Jahr 2002 wurde er mit der Arbeit Parlamente im Exekutivföderalismus, die von Armin von Bogdandy und Michael Stolleis betreut wurde, am Fachbereich Rechtswissenschaft der Goethe-Universität promoviert. Nach dem Referendariat am Kammergericht Berlin legte er im Jahr 2004 das Zweite Juristische Staatsexamen ab.
Anschließend war Philipp Dann von 2004 bis 2008 wissenschaftlicher Referent am Max Planck-Institut für ausländisches öffentliches Recht und Völkerrecht in Heidelberg, wobei er diese Tätigkeit für einen einjährigen Forschungsaufenthalt an der Georgetown-University in Washington D.C. in den Jahren 2005 bis 2006 unterbrach. 2008 erhielt ein Schumpeter-Fellowship der Volkswagenstiftung, mit dem er ab 2009 eine Forschungsgruppe zu „Recht und Governance der Entwicklungszusammenarbeit“ aufbaute. 2010 habilitierte er sich an der Goethe-Universität Frankfurt mit der Schrift Entwicklungsverwaltungsrecht, die kurz darauf ins Englische übersetzt und unter dem Titel The Law of Development Cooperation publiziert wurde.
Von 2010 bis 2014 war Dann Professor an der Justus Liebig-Universität Gießen, seit 2014 ist er Inhaber des Lehrstuhls für öffentliches Recht und Rechtsvergleichung an der Humboldt-Universität zu Berlin. Zwischenzeitlich war er Gastprofessor an Universitäten in Kalkutta, Bangalore und Paris sowie Ko-Direktor des Law & Society Institute an der Humboldt-Universität.
Dann ist Herausgeber der Zeitschrift „Verfassung und Recht in Übersee / World Comparative Law“. Er ist Mitbegründer des Law and Development Research Networks und Mitglied in verschiedenen wissenschaftlichen Netzwerken, insbesondere dem Arbeitskreis für überseeische Verfassungsvergleichung sowie dem Indian-European Advanced Research Network.
Dann forscht schwerpunktmäßig zur Verfassungsvergleichung, zum Zusammenhang von Recht und Entwicklung, Völkerrecht und Europäischen Verfassungsrecht sowie "Kontexte[n] des Rechts und interdisziplinäre[n] Zugänge[n] zum Recht". Seine Schriften behandeln Fragen der rechtlichen Strukturen von Demokratie sowie das Verhältnis von Globalem Norden und Globalem Süden im Recht.

## Publikationen

### Monographien
- Parlamente im Exekutivföderalismus. Eine Studie zum Verhältnis von föderaler Ordnung und parlamentarischer Demokratie in der Europäischen Union, Springer, Berlin 2004, ISBN 978-3-642-62080-5 (Dissertation).
- Entwicklungsverwaltungsrecht. Theorie und Dogmatik des Rechts der Entwicklungszusammenarbeit, untersucht am Beispiel der Weltbank, der EU und Deutschlands, Mohr Siebeck, Tübingen 2012, ISBN 978-3-16-150717-5 (Habilitationsschrift).
- The Law of Development Cooperation. A comparative analysis of World Bank, EU and Germany, Cambridge University Press, Cambridge 2013, ISBN 978-1-107-02029-0.

### Herausgeberschaften (Auswahl)
- mit Stefan Kadelbach and Markus Kaltenborn: Entwicklung und Recht. Eine systematische Einführung, Nomos, Baden-Baden 2014, ISBN 978-3-8487-0284-8.
- mit Jochen von Bernstorff: The Battle for International Law: South-North Perspectives on the Decolonization Era. Oxford University Press, Oxford 2019, ISBN 978-0-19-884963-6.
- mit Michael Riegner und Maxim Bönnemann: Comparative Constitutional Law and the Global South. Oxford University Press, Oxford 2020, ISBN 978-0-19-885040-3.
- mit Arun Thiruvengadam: Democratic Constitutionalism in India and the European Union: Comparing the Laws of Democracy in Continental Polities, Edward Elgar, Cheltenham 2021, ISBN 978-1-78990-156-6.

### Aufsätze (Auswahl)
- Verfassungsberatung in Afrika als Grenzgang zwischen Entwicklungszusammenarbeit und rechtswissenschaftlicher Forschung. In: Gabriele Britz (Hrsg.), Freiheit und Risiko der Forschung. Symposium zu Ehren von Brun-Otto Bryde, Mohr Siebeck, Tübingen 2012, S. 95–108, ISBN 978-3-16-151726-6.
- zusammen mit Zaid Al-Ali: The Internationalized Pouvoir Constituant – Constitution-Making under External Influence in Iraq, Sudan and East Timor. In: Max Planck Yearbook of United Nations Law 10 (2006), S. 423–463.
- Die politischen Organe der EU, in: Armin von Bogdandy, Jürgen Bast (Hrsg.), Europäisches Verfassungsrecht, Springer, 2. Auflage, Berlin 2009, S. 335–387, ISBN 978-3-540-73809-1.
- The Political Institutions. In: Armin von Bogdandy, Jürgen Bast (Hrsg.): Principles of European Constitutional Law, Hart Publishing, 2. Auflage, Oxford 2009, S. 237–274, ISBN 978-1-84946-211-2.
- Verfassungsgerichtliche Kontrolle gesetzgeberischer Rationalität. In: Der Staat 49 (2010), S. 630–646.
- Institutional Law and Development Governance: An Introduction. In: Law and Development Review 12 (2019), S. 537–560
- The Southern Turn in Comparative Constitutional Law: An Introduction. In: Philipp Dann, Michael Riegner, Maxim Bönnemann (Hrsg.): The Global South and Comparative Constitutional Law, Oxford University Press, Oxford 2020, S. 1–38, ISBN 978-0-19-885040-3.
- mit Arun Thiruvengadam: Comparing Constitutional Democracy in India and EU: An Introduction. In: Philipp Dann, Arun Thiruvengadam (Hrsg.): Constitutional Democracy in the European Union and India, Edward Elgar, Cheltenham 2021, S. 1–41, ISBN 978-1-78990-156-6.